# Бахаев, Степан Антонович
Степа́н Анто́нович Бахаев (2 февраля 1922, Двуречки, Грязинский район, Липецкая область — 5 июля 1995, Богодухов, Харьковская область) — советский военный лётчик, ас истребительной авиации двух войн: Великой Отечественной и Корейской. Герой Советского Союза (1951). Майор (1952).

## Биография
С. А. Бахаев родился в крестьянской семье. Окончил семилетнюю школу, школу фабрично-заводского ученичества при Новолипецком металлургическом заводе в городе Липецке в 1940 году. Ещё во время учёбы в школе ФЗУ работал газовщиком на Новолипецком металлургическом заводе, после окончания школы стал там доменщиком. Одновременно с работой учился в Липецком аэроклубе.
В январе 1941 года призван в Красную Армию и направлен на обучение в авиашколу. В марте 1943 года окончил Батайскую авиационную школу пилотов имени А. К. Серова в звании младшего лейтенанта (школа в то время действовала в эвакуации в Азербайджанской ССР). С 30 марта 1943 года служил пилотом 6-го запасного истребительного авиационного полка ВВС Приволжского военного округа.
С 4 мая 1943 года — на фронтах Великой Отечественной войны, сражался в 515-м истребительном авиационном полку на Степном, 2-м Украинском и 1-м Белорусском фронтах. Участвовал в Курской битве, битве за Днепр, в Белорусской операции, Висло-Одерской операции, Восточно-Померанской операции, Берлинской операции. Был лётчиком, 24 января 1944 года назначен командиром звена. Воевал на истребителях Як-1Б, Як-7 и Як-9. За немногим более года участия в Великой Отечественной войне (с февраля по июль и с сентября по декабрь 1944 года с полком находился в резерве и на переформировании) старший лейтенант Бахаев совершил 112 боевых вылетов, принимал участие в 28 воздушных боях, лично сбил 12 и в группе 3 самолётов врага. В одном бою 30 января 1945 года сбил сразу 2 немецких самолёта, а дважды сбивал по 2 самолёта в течение одного дня. Был ранен. За доблесть в боях награждён 4 боевыми орденами.
После войны С. А. Бахаев продолжил службу в авиации. Два года служил заместителем командира эскадрильи в 515-м истребительном авиаполку в Одесском военном округе. В октябре 1947 года переведён в 523-й истребительный авиационный полк (303-я истребительная авиационная дивизия, Московский район ПВО), дислоцированный в городе Кобрин (Белорусская ССР). В 1948 году с полком был передислоцирован в Кострому, где началось переобучение на реактивные истребители Як-15, а спустя 2 года — на МиГ-15. Летом 1950 года, после начала Корейской войны, полк был переброшен на Дальний Восток.
Там Степан Бахаев отличился 26 декабря 1950 года, когда во главе пары истребителей перехватил в воздушном пространстве СССР над Японским морем самолёт-разведчик США RB-29. Его экипаж отказался подчиниться требованиям советских лётчиков, после чего был сбит Бахаевым и упал в море, экипаж считается пропавшим без вести.
В конце марта 1951 года с полком был переброшен в Китай. С мая 1951 года участвовал в боевых действиях в Корее. Первую победу одержал 26 июня 1951 года. В ноябре повышен до командира эскадрильи. До завершения участия в боевых действиях (февраль 1952) совершил 180 боевых вылетов, провёл 63 воздушных боя, сбил 11 самолётов противника. Все победы одержаны лично.
Указом Президиума Верховного Совета СССР от 13 ноября 1951 года за мужество и отвагу, проявленные при исполнении интернационального воинского долга, Степану Антоновичу Бахаеву было присвоено звание Героя Советского Союза с вручением ордена Ленина и медали «Золотая Звезда» (был представлен к званию Героя за 6 сбитых самолётов в Корее).
На двух войнах (с учётом сбитого в 1950 году самолёта-разведчика США) Степан Антонович Бахаев сбил 24 немецких и американских самолётов лично и 3 в группе.
После окончания корейской командировки С. А. Бахаев продолжал службу в составе 523-го истребительного авиаполка на Дальнем Востоке. С октября 1955 года служил инструктором-лётчиком 303-й истребительной авиационной дивизии Дальневосточного военного округа. С декабря 1958 года был помощником командира по огневой и тактической подготовке 18-го гвардейского истребительного авиационного полка 303-й истребительно-бомбардировочной авиационной дивизии Дальневосточного военного округа (аэродром Галёнки, Приморский край).
26 апреля 1959 года при выполнении тренировочного полёта в плохих погодных условиях (туман) из-за ошибки наведения с земли самолёт получил повреждения, оба лётчика катапультировались и на третьи сутки блуждания в тайге были обнаружены и эвакуированы вертолётом. При катапультировании получил травму позвоночника и после лечения был отстранён от лётной работы. В октябре 1959 года уволился в запас.
Проживал в городе Богодухов Харьковской области. В 1962—1973 годах работал в Богодуховском учебном центре ДОСААФ. Скончался 5 июля 1995 года.

## Воинские звания
- Младший лейтенант (30.03.1940)
- Лейтенант (30.04.1944)
- Старший лейтенант (4.10.1944)
- капитан (30.11.1950)
- Майор (19.01.1951)

## Награды
- Герой Советского Союза с вручением медали «Золотая Звезда» (13.11.1951)
- Орден Ленина (13.11.1951)
- четыре Ордена Красного Знамени (22.08.1944, 15.06.1945, 10.10.1951, 23.01.1957)
- два Ордена Отечественной войны 1-й степени (23.11.1943, 11.03.1985)
- Орден Отечественной войны 2-й степени (5.02.1945)
- два Ордена Красной Звезды (22.02.1955, 30.12.1956)
- Медаль «За боевые заслуги» (17.05.1951)
- другие медали СССР
- Медаль «Китайско-советская дружба» (КНР)

## Память
- В честь героя на доме в Липецке установлена мемориальная доска.
- 26 апреля 1995 года его именем назвали одну из новых улиц в Липецке в посёлке Матырский — улицу Бахаева.